# Балчик (стадион)
Стадион „Балчик“ е разположен в югоизточната част на град Балчик. На него домакинските си мачове играе ФК Черноморец (Балчик). Капацитетът на стадиона е около 3200 места.

## Информация

### Трибуни
„Балчик“ е един от шестте стадиона в света, чийто трибуни са естествено вкопани в скалите, което му осигурява много добра акустика. Между 2011 г. и 2015 г. съоръжението е изцяло ремонтирано за близо 4 млн. лева. Разполага с две трибуни. Едната, която има 2618 места, е с изцяло пластмасови седалки. Вбъдеще над нея трябва да бъде изградена козирка. Другата трибуна е каменна и е за около 400 души. На нея се намират и треньорските скамейки, които са покрити с козирка. Стадионът разполага също с електрическо осветление.

### Административна сграда
Зад едната от футболните врати има сграда на няколко нива – на първия етаж се намират съблекалните, съдийската стая и останалите прилежащи помещения, на втория етаж е многофункционална спортна зала, а в дъното – хотелска част. Зад другата врата на терена се открива прекрасна панорамна гледка към Черно море и курортните ни комплекси Албена и Златни пясъци.